# Liste der Abgeordneten zum Tiroler Landtag (Gefürstete Grafschaft, IX. Wahlperiode)
Diese Liste der Abgeordneten zum Tiroler Landtag (Gefürstete Grafschaft, IX. Wahlperiode)  listet alle Abgeordneten zum Tiroler Landtag im Kronland der Gefürsteten Grafschaft Tirol (Österreich-Ungarn) in dessen IX. Wahlperiode auf. Die Angelobung der Abgeordneten erfolgte am 25. Juni 1902, wobei der Landtag 68 Abgeordnete umfasste. Dem Landtag gehörten dabei 10 Vertreter des Großgrundbesitzes, 3 Vertreter der Handelskammer, 13 Vertreter der Städte und Orte und 34 Vertreter der Landgemeinden. Hinzu kamen sieben Virilstimmen und die Stimme des Rektors der Universität Innsbruck.

## Sessionen
Die IX. Wahlperiode war in zwei Sessionen unterteilt:
- I. Session: 25. Juni 1902 bis 17. Juli 1902 und 29. September 1903 bis 10. November 1903
- II. Session: 16. Oktober 1905 bis 21. November 1905

## Landtagsabgeordnete
| Name                          | Wahl- klasse                  | Region                                                             | Anmerkung                                                        |
| ----------------------------- | ----------------------------- | ------------------------------------------------------------------ | ---------------------------------------------------------------- |
| Agostini Ermanno              | Landgemeinden                 | Borgo, Strigno, Levico                                             | bis 1903                                                         |
| Aichner Simon                 | Fürsterzbischöfe und Prälaten | Fürsterzbischof von Brixen                                         | 1904 Rücktritt als Bischof und damit Verlust des Landtagsmandats |
| Altenweisel Joseph            | Fürsterzbischöfe und Prälaten | Fürsterzbischof von Brixen                                         | Am 6. Mai 1904 zum Bischof von Brixen ernannt                    |
| Paroldi Luigi                 | Landgemeinden                 | Rovereto, Rogaredo, Mori, Riva, Ala, Arco, Val di Ledro            | am 12. April 1904 verstorben                                     |
| Bauer Alois                   | Landgemeinden                 | Silz, Imst, Reutte                                                 |                                                                  |
| Bellat Karl                   | Städte und Orte               | Levico, Pergine und Borgo                                          |                                                                  |
| Bertamini Luigi               | Landgemeinden                 | Cavalese, Fassa, Primiero                                          |                                                                  |
| Bertolini Adolfo              | Städte und Orte               | Trient                                                             |                                                                  |
| Brandis Anton                 | Adeliger großer Grundbesitz   |                                                                    | bis 1903                                                         |
| Brugnara Luigi                | Städte und Orte               | Trient                                                             | bis 1903                                                         |
| Cammerlander Johann Paul      | Landgemeinden                 | Innsbruck (Umgebung), Mieders, Steinach, Telfs                     |                                                                  |
| Chini Josef                   | Fürsterzbischöfe und Prälaten |                                                                    |                                                                  |
| Christomannos Theodor         | Handels- und Gewerbekammer    | Bozen                                                              | ab der II. Session für Paul Welponer                             |
| Conci Giuseppe                | Landgemeinden                 | Cles, Male, Fondo, Mezzolombardo                                   |                                                                  |
| Agostini Ermanno              | Landgemeinden                 | Borgo, Strigno, Levico                                             |                                                                  |
| d’Anna Giuseppe               | Landgemeinden                 | Cavalese, Fassa, Primiero                                          | ab der II. Session für Ermanno Agostini                          |
| Donati Giuseppe               | Städte und Orte               | Mezzolombardo, Cles, Fondo, Lavis und Cavalese                     | 1905 gewählt jedoch vor der Angelobung verstorben                |
| Endrici Celestino             | Fürsterzbischöfe und Prälaten | Fürsterzbischof von Trient                                         | Nachfolger von Eugenio Carlo Valussi                             |
| Eyrl Georg Bernhard           | Adeliger großer Grundbesitz   |                                                                    |                                                                  |
| Foirdl Johann                 | Landgemeinden                 | Kitzbühel, Hopfgarten                                              |                                                                  |
| Geiger Josef Anton            | Landgemeinden                 | Landeck, Ried, Nauders                                             |                                                                  |
| Glatz Sebastian               | Städte und Orte               | Meran, Glurns, Kaltern und Tramin                                  |                                                                  |
| Grabmayr von Angerheim Karl   | Adeliger großer Grundbesitz   |                                                                    |                                                                  |
| Greil Wilhelm                 | Städte und Orte               | Innsbruck                                                          |                                                                  |
| Guella Luigi                  | Landgemeinden                 | Rovereto, Rogaredo, Mori, Riva, Ala, Arco, Val di Ledro            | ab der II: Session für Luigi Baroldi                             |
| Guggenberger Otto             | Landgemeinden                 | Brixen, Sterzing                                                   |                                                                  |
| Haid Tobias                   | Landgemeinden                 | Silz, Imst, Reutte                                                 |                                                                  |
| Hartmann Arnold               | Landgemeinden                 | Hall, Schwaz                                                       |                                                                  |
| Haueis Alois                  | Landgemeinden                 | Landeck, Ried, Nauders                                             |                                                                  |
| Hepperger Karl                | Adeliger großer Grundbesitz   |                                                                    | am 18. Jänner 1905 verstorben                                    |
| Joris Alois                   | Landgemeinden                 | Cles, Male, Fondo, Mezzolombardo                                   |                                                                  |
| Kapferer Max                  | Landgemeinden                 | Hall, Schwaz                                                       |                                                                  |
| Kathrein Theodor              | Städte und Orte               | Imst, Vils, Reutte und Landeck                                     |                                                                  |
| Katschthaler Johannes Baptist | Fürsterzbischöfe und Prälaten |                                                                    |                                                                  |
| Kienzl Josef                  | Landgemeinden                 | Bozen (Umgebung), Neumarkt, Kaltern, Sarnthal, Kastelruth, Klausen |                                                                  |
| Kripp Sigmund                 | Adeliger großer Grundbesitz   |                                                                    | ab 1905                                                          |
| Kofler Anton                  | Handels- und Gewerbekammer    | Innsbruck                                                          |                                                                  |
| Lenzi Leopoldi                | Landgemeinden                 | Tione, Condino, Stenico                                            |                                                                  |
| Anton von Longo-Liebenstein   | Adeliger großer Grundbesitz   |                                                                    |                                                                  |
| Malfatti Valeriano            | Städte und Orte               | Roverto                                                            |                                                                  |
| Malfatti Hans                 | Städte und Orte               | Hall, Rattenberg, Kitzbühel, Kufstein und Schwaz                   |                                                                  |
| Mariacher Stephan             | Fürsterzbischöfe und Prälaten |                                                                    |                                                                  |
| Marzani Alberto               | Adeliger großer Grundbesitz   |                                                                    |                                                                  |
| Moll Franz                    | Adeliger großer Grundbesitz   |                                                                    |                                                                  |
| Nevinny Josef                 | Universität                   |                                                                    | ab 1905 für Gustav Pommer                                        |
| Ossanna Carlo                 | Städte und Orte               | Mezzolombardo, Cles, Fondo, Lavis und Cavalese                     | bis 1903                                                         |
| Parolini Alessandro           | Landgemeinden                 | Tione, Condino, Stenico                                            |                                                                  |
| Perathoner Julius             | Städte und Orte               | Bozen                                                              |                                                                  |
| Pinalli Angelo                | Landgemeinden                 | Rovereto, Rogaredo, Mori, Riva, Ala, Arco, Val di Ledro            |                                                                  |
| Plattatscher Mathias          | Landgemeinden                 | Meran, Schlanders, Glurns, Passeier, Lana                          |                                                                  |
| Pommer Gustav                 | Universität                   |                                                                    | bis 1903                                                         |
| Preß Josef                    | Landgemeinden                 | Brixen, Sterzing                                                   |                                                                  |
| Probizer Francesco            | Handels- und Gewerbekammer    | Roverto                                                            |                                                                  |
| Pusch Karl                    | Landgemeinden                 | Innsbruck (Umgebung), Mieders, Steinach, Telfs                     |                                                                  |
| Rainer Franz                  | Landgemeinden                 | Lienz, Windischmatrei, Sillian                                     |                                                                  |
| Rizza Luigi                   | Landgemeinden                 | Borgo, Strigno, Levico                                             |                                                                  |
| Schoepfer Aemilian            | Landgemeinden                 | Brunneck, Taufers, Welsberg, Buchenstein, Enneberg, Ampezzo        |                                                                  |
| Schönafinger Jakob            | Landgemeinden                 | Meran, Schlanders, Glurns, Passeier, Lana                          |                                                                  |
| Schorn Johann                 | Städte und Orte               | Brixen, Sterzing, Klausen, Bruneck, Lienz und Innichen             |                                                                  |
| Schraffl Josef                | Landgemeinden                 | Lienz, Windischmatrei, Sillian                                     |                                                                  |
| Silli Giuseppe                | Städte und Orte               | Trient                                                             | ab der II. Session für Luigi Brugnara                            |
| Sölder Otto                   | Adeliger großer Grundbesitz   |                                                                    | ab der II. Session                                               |
| Steck Johann                  | Landgemeinden                 | Bozen (Umgebung), Neumarkt, Kaltern, Sarnthal, Kastelruth, Klausen |                                                                  |
| Stefenelli Antonio            | Städte und Orte               | Riva, Ala, Arco und Mori                                           |                                                                  |
| Stefenelli Giuseppe           | Städte und Orte               | Trient                                                             | ab der II. Session für Adolfo von Bertolini                      |
| Steinbacher Georg             | Landgemeinden                 | Rattenberg, Kufstein, Fügen, Zell                                  |                                                                  |
| Sternbach Paul                | Adeliger großer Grundbesitz   |                                                                    |                                                                  |
| Tomasi Francesco              | Landgemeinden                 | Trient (Umgebung), Lavis, Cembra, Civezzano, Bezzano, Pergine      |                                                                  |
| Trapp Gotthard                | Adeliger großer Grundbesitz   |                                                                    |                                                                  |
| Trenkwalder Josef             | Fürsterzbischöfe und Prälaten |                                                                    |                                                                  |
| Treuinfels Leo Maria          | Fürsterzbischöfe und Prälaten |                                                                    |                                                                  |
| Valussi Eugenio Carlo         | Fürsterzbischöfe und Prälaten |                                                                    | am 11. Oktober 1903 verstorben                                   |
| Vinotti Bartolomeo            | Landgemeinden                 | Trient (Umgebung), Lavis, Cembra, Civezzano, Bezzano, Pergine      |                                                                  |
| Wackernell Josef              | Landgemeinden                 | Kitzbühel, Hopfgarten                                              |                                                                  |
| Welponer Paul                 | Handels- und Gewerbekammer    | Bozen                                                              | am 1. Februar 1904 verstorben                                    |
| Wenin Hans                    | Städte und Orte               | Innsbruck                                                          |                                                                  |
| Widmann Alfons                | Adeliger großer Grundbesitz   |                                                                    |                                                                  |
| Wildauer Albert               | Landgemeinden                 | Rattenberg, Kufstein, Fügen, Zell                                  |                                                                  |
| Winkler Anton                 | Landgemeinden                 | Brunneck, Taufers, Welsberg, Buchenstein, Enneberg, Ampezzo        |                                                                  |